# Ketencomplex
In de homologische algebra, een tak van de wiskunde, is een ketencomplex een structuur die een betekenis geeft aan de algemene begrippen "cykel" (cyclus) en "rand".

## Definitie
Een ketencomplex of kortweg complex is een rij modulen over een gegeven commutatieve ring, onderling verbonden door homomorfismen, met de eigenschap dat de samenstelling van twee opeenvolgende morfismen steeds triviaal is.
{\displaystyle \ldots {\stackrel {d_{n+1}}{\longrightarrow }}A_{n}{\stackrel {d_{n}}{\longrightarrow }}A_{n-1}{\stackrel {d_{n-1}}{\longrightarrow }}A_{n-2}{\stackrel {d_{n-2}}{\longrightarrow }}\ldots }
Het complex heet eindig als alle modulen, op een eindig aantal na, triviaal zijn.
De voorwaarde in verband met de samenstelling van morfismen kan ook als volgt worden uitgedrukt:
{\displaystyle {\hbox{Im}}\,d_{n+1}\subset {\hbox{Ker}}\,d_{n}}
De kern van elk morfisme omvat het beeld van het voorgaande morfisme.
De elementen van Ker {\displaystyle d_{n}} heten de cykels, de elementen van {\displaystyle \mathrm {Im} \,d_{n+1}} zijn de randen. Deze twee benamingen zijn geïnspireerd door het voorbeeld van de singuliere simplices, zie hieronder bij "algebraïsche topologie".
Volkomen analoog, uitsluitend met verwisseling van het teken van de index, definieert men een coketencomplex als een rij modulen en morfismen
{\displaystyle \ldots {\stackrel {d_{n-1}}{\longrightarrow }}A_{n}{\stackrel {d_{n}}{\longrightarrow }}A_{n+1}{\stackrel {d_{n+1}}{\longrightarrow }}A_{n+2}{\stackrel {d_{n+2}}{\longrightarrow }}\ldots }
De voorwaarde op de morfismen wordt dan:
{\displaystyle \mathrm {Im} \,d_{n-1}\subset \mathrm {Ker} \,d_{n}}
De elementen van {\displaystyle \mathrm {Ker} \,d_{n}} zijn de cocykels, die van {\displaystyle \mathrm {Im} \,d_{n-1}} de coranden.

## Voorbeeld
In concrete voorbeelden zijn de modulen meestal reële vectorruimten of abelse groepen. Abelse groepen komen eeneenduidig overeen met modulen over de ring der gehele getallen.
Zij {\displaystyle S} de reële vectorruimte der onbeperkt differentieerbare reële functies (scalaire velden) op de driedimensionale euclidische ruimte, en {\displaystyle V=S^{3}} de ruimte der differentieerbare vectorvelden. Beschouw tussen deze vectorruimten de klassieke differentiaaloperatoren: gradiënt, rotatie en divergentie.
{\displaystyle 0{\stackrel {0}{\longrightarrow }}\mathbb {R} {\stackrel {\mathrm {const} }{\longrightarrow }}S{\stackrel {\mathrm {grad} }{\longrightarrow }}V{\stackrel {\mathrm {rot} }{\longrightarrow }}V{\stackrel {\mathrm {div} }{\longrightarrow }}S{\stackrel {0}{\longrightarrow }}0}
De pijl "const" beeldt ieder reëel getal af op de overeenkomstige constante functie.
De klassieke relaties tussen deze differentiaaloperatoren
{\displaystyle {\hbox{rot}}\,{\hbox{grad}}\,f=0}
{\displaystyle {\hbox{div}}\,{\hbox{rot}}\,{\stackrel {\to }{v}}=0}
én het feit dat de gradiënt van een constante 0 is, kunnen we nu samenvatten door te zeggen dat bovenstaand diagram een (eindig) complex is (of een coketencomplex, afhankelijk hoe we de ruimten en morfismen nummeren).

## Exacte rij, cohomologie
Het bovenstaande voorbeeld is toevallig ook een exacte rij, omdat de kern van elk morfisme precies gelijk is aan het beeld van het vorige morfisme:
- als een scalair veld geen gradiënt heeft, dan is het constant;
- als een vectorveld rotatievrij is, dan is het de gradiënt van een scalair veld (dit volgt uit de stelling van Stokes);
- als een vectorveld niet divergeert, dan is het de rotor van een ander vectorveld;
- elk scalair veld is de divergentie van een vectorveld.

Als we scalaire functies en vectorvelden beschouwen op een open deelverzameling van de euclidische ruimte, dan hebben we nog steeds een ketencomplex, maar niet noodzakelijk een exacte rij. Zo is bijvoorbeeld het vectorveld
{\displaystyle \left({-y \over x^{2}+y^{2}},{x \over x^{2}+y^{2}},0\right)}
rotatievrij op de euclidische ruimte buiten de z-as, maar het is niet de gradiënt van een globaal gedefinieerd scalair veld op de euclidische ruimte min de z-as.
Om dit voorbeeld beter te begrijpen, kan men opmerken dat het gegeven vectorveld plaatselijk overeenkomt met de gradiënt van de georiënteerde hoek omheen de z-as. Bijvoorbeeld, als {\displaystyle x} verschilt van 0:
{\displaystyle \mathrm {grad} \arctan \left({y \over x}\right)}
De quotiëntruimte tussen de kern van een homomorfisme en het beeld van het vorige homomorfisme, heet homologie (bij coketens, cohomologie). Ze geeft in zekere zin de mate aan waarin de onderliggende ruimte (hier: de driedimensionale ruimte zonder de z-as) afwijkt van een samentrekbare ruimte.

## Algebraïsche topologie
Zij {\displaystyle X} een willekeurige topologische ruimte. Noem {\displaystyle A_{n}} vrije abelse groep op de singuliere {\displaystyle n}-simplices in {\displaystyle X}. Het homomorfisme van abelse groepen {\displaystyle d_{n}} wordt voortgebracht door de afbeelding die met elk {\displaystyle n}-simplex de georiënteerde som verbindt van de {\displaystyle n+1} {\displaystyle (n-1)}-simplices die zijn rand vormen. De georiënteerde rand van een georiënteerde rand blijkt nul te zijn, we hebben dus een complex van abelse groepen.
De overeenkomstige homologie heet singuliere homologie.

## Differentiaalmeetkunde
Het {\displaystyle k}-voudig antisymmetrisch tensorproduct van de corakende bundel aan een gladde variëteit is de reële vectorruimte der homogene differentiaalvormen van rang {\displaystyle k}, kortweg {\displaystyle k}-vormen. De differentiaal {\displaystyle \mathrm {d} } is een homomorfisme van de {\displaystyle k}-vormen naar de {\displaystyle (k+1)}-vormen. De differentiaal van een differentiaal is nul, dus de {\displaystyle k}-vormen, voor {\displaystyle k} gaande van 0 tot de dimensie van de variëteit, vormen een eindig complex van reële vectorruimten: het De Rham-complex, genoemd naar Georges de Rham.
De overeenkomstige cohomologie heet de Rham-cohomologie.